# 吕国
吕国，又作甫，是姜姓伯夷受封之國、陶唐至周朝的诸侯国。春秋时期灭亡于楚国，之后成为楚国北境的重镇。国都在今河南南阳市臥龍區王村鄉一带。
商王武丁派贵族率军进攻甫，将其纳入商朝版图，并派其首领参与商朝的田猎及对外用兵，如擒沚，击𢀛方、絴方之役。还有学者认为甲骨文中的甫即傅说。
《国语·周语中》，提到“齐、许、申、吕由太姜”，可见此四国同源，皆为姜姓。
《尚书·吕刑》这篇，为周穆王命令吕侯所作，当时吕侯又被称为甫侯。
周幽王时代，《国语·郑语》记载当时“申吕方强”。
然而春秋时代，吕国为楚国所灭，具体时间待考。
吕入楚多年后，《左传·成公七年》追溯公元前594年的史实，当时楚庄王同意以申和吕两地部分土地作为子重的赏田。而当时楚国申县的长官巫臣劝谏，说申和吕是楚国北方边境重要的军事重地和兵源地，如果以申吕为赏田而不是楚王直辖，那么就丧失了这两地的军事功能，晋国和郑国就必然突破边境而攻击到楚国的腹地汉江流域。